# Monument Nacional del Valor al Pacífic durant la Segona Guerra Mundial

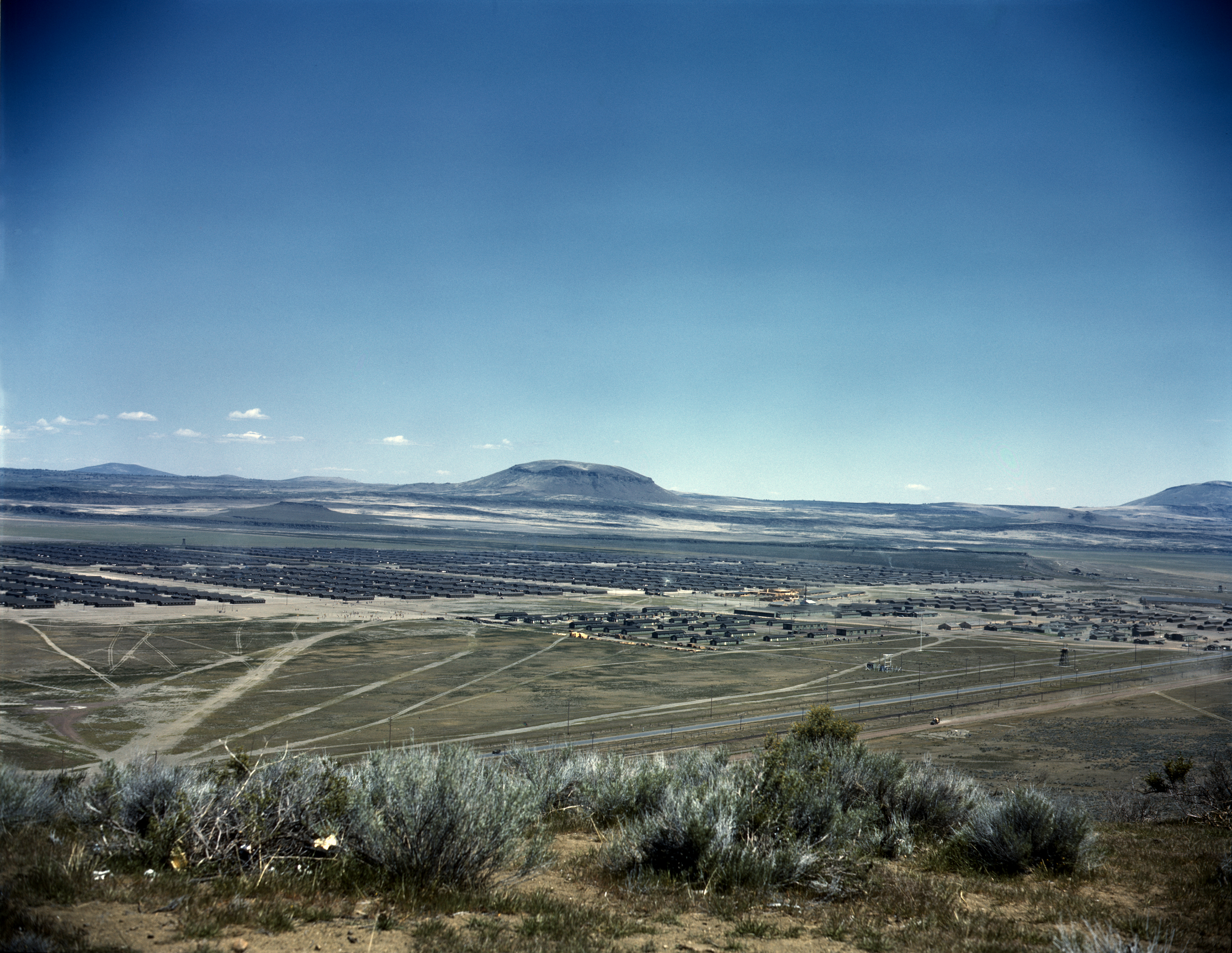
Centre de Reubicació de Tule Lake

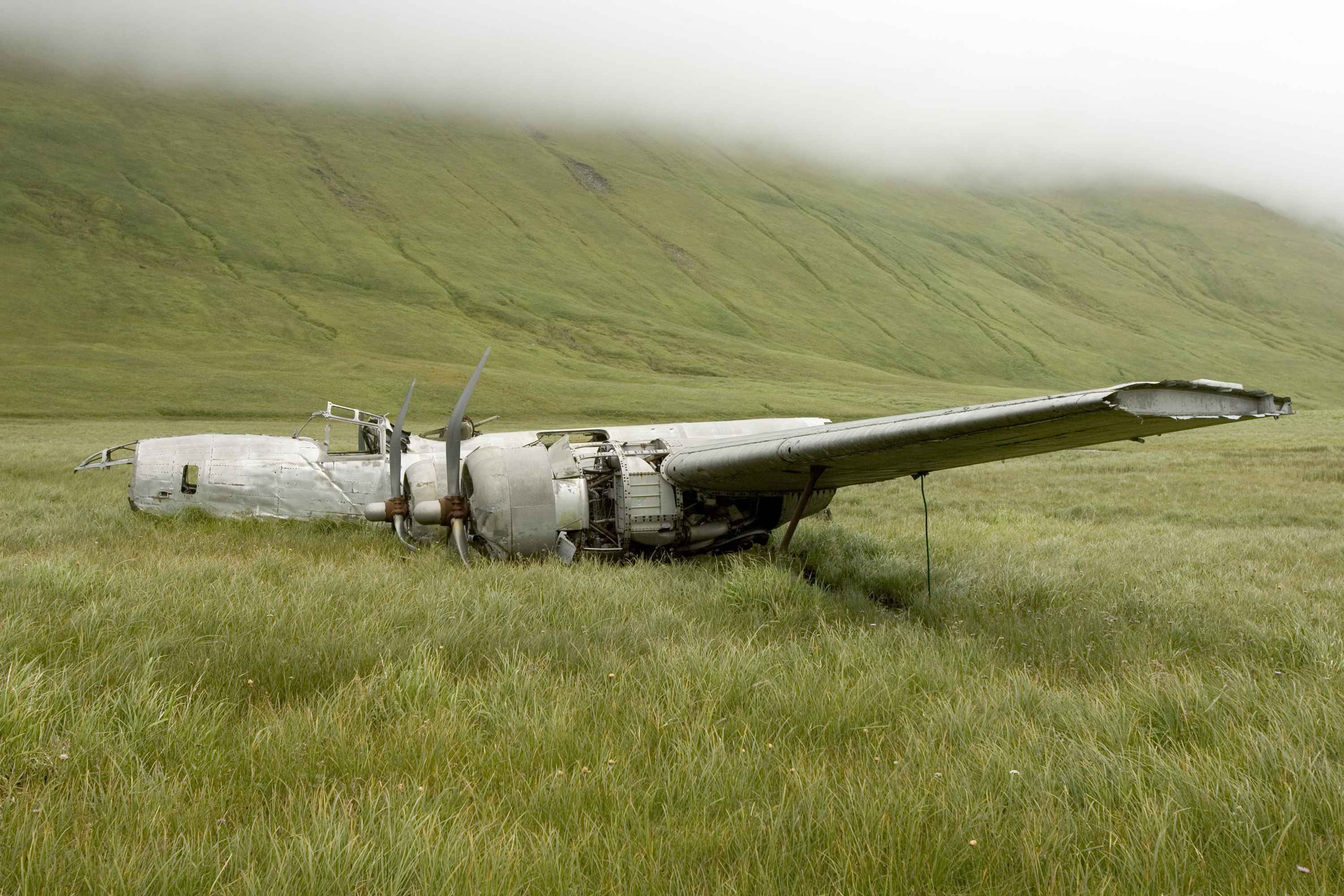
Restes del bombarder B-24D Libertador abatut durant la batalla de les illes Aleutianes a l'illa Atka

El Monument Nacional del Valor al Pacífic durant la Segona Guerra Mundial (World War II Valor in the Pacific National Monument) consisteix en un monument nacional dels Estats Units que abasta nou llocs situats a tres estats que s'associen amb la Segona Guerra Mundial proclamat pel president George W. Bush el 5 de desembre de 2008.
- Els indrets localitzats a Hawaii involucren l'atac a Pearl Harbor. Les seves commemoracions inclouen el USS Arizona, USS Utah i USS Oklahoma entre altres instal·lacions. Són gestionades pel Servei de Parcs Nacionals.[3]
- Nord-americans d'origen japonès van ser internats al Centre de Reubicació de Tule Lake (Tule Lake Relocation Center) situat al nord-est de Califòrnia que s'inclou com a part del monument. El centre és gestionat pel Servei de Parcs Nacionals.[4]
- Hi ha també llocs localitzats a Alaska que commemoren la batalla de les illes Aleutianes i que es troben a l'illa Attu, l'illa Kiska, i l'illa Atka. Aquests indrets són gestionats pel Servei de Pesca i Fauna Salvatge.[5]